# يسري فودة
يسري فودة (مواليد 1 يناير 1964) هو صحفي وإعلامي وكاتب مصري اشتهر بتقديم برنامج سري للغاية في قناة الجزيرة لعدة سنوات لغاية استقالته منها في 2009، وقد عرف البرنامج شهرة واسعة. كما قام بتقديم برنامج «آخر كلام» على قناة أون تي في إلى أن أعلن إيقاف البرنامج في سبتمبر 2014. وقدم منذ أغسطس 2016 البرنامج الحواري والتفاعلي الأسبوعي السلطة الخامسة في دويتشه فيله حتى أغسطس 2018، حيث ترك العمل في ظروفٍ مثيرة للجدل.

## نشأته وحياته
وُلِد بمنشية جنزور، بمصر. حصل على درجة الماجستير في الصحافة التلفزيونية وعلى دبلوم الإنتاج التلفزيوني في معهد التدريب التابع للتلفزيون الهولندي، وكان أول مصري يقوم بالإشراف على تدريب العاملين في التلفزيون المصري في إطار اتفاقية التعاون بين مؤسسة فريدريش ناومان الاتحادية واتحاد الإذاعة والتلفزيون المصري.
عام 1993م حصل على منحة من المجلس الثقافي البريطاني لدراسة الدكتوراة في جامعتي غلاسكو واستراثكلايد في اسكتلندا وكان موضوع الرسالة الفيلم التسجيلي المقارن.

## حياته العملية

### أولى خطواته العملية
انضم إلى تلفزيون هيئة الإذاعة البريطانية لدى إنشائه عام 1994م، واختير كأول مراسل يتحول للشؤون الدولية قام أثناءها بتغطية حرب البوسنة ومسألة الشرق الأوسط.
كما عمل أيضاً أثناء هذه الفترة التي امتدت حتى عام 1996م مذيعاً ومنتجاً في القسم العربي لهيئة الإذاعة البريطانية في برامج الأحداث الجارية، وانتقل بعد ذلك إلى تلفزيون وكالة أنباء أسوشييتد برس حيث شارك في إنشاء قسم الشرق الأوسط والسي إن إن.

### قناة الجزيرة الفضائية
عمل في قناة الجزيرة منذ إنشاءها عام 1996م مراسلاً مواكباً لشؤون المملكة المتحدة وغرب أوروبا. وفي عام 1997م شارك في إنشاء مكتب قناة الجزيرة في لندن والذي شغل فيه فيما بعد منصب نائب المدير التنفيذي. وبدأ منذ شهر فبراير 1998م في إنتاج برنامجه الشهري سري للغاية الذي استقطب بموضوعاته وبطريقة معالجته كماً هائلاً من المشاهدين على اختلاف مستوياتهم وقد حصلت أولى حلقات هذا البرنامج على الجائزة الفضية لمهرجان القاهرة للإنتاج الإذاعي والتلفزيون للعام نفسه، وحصل مجمل حلقاته على جائزة الإبداع المتميز من الجامعة الأمريكية بالقاهرة عام 2000م. ثم استقال من القناة عام 2009م.
اكتسب شهرة كبيرة في برنامجه «سري للغاية» ومن أبرز القضايا التي غطاها كانت قصة طائرة مصر للطيران التي تحطمت في رحلتها بين مصر والولايات المتحدة الأمريكية بالإضافة لقضية الموساد وقضية وفاة عبد الحكيم عامر الرجل الثاني في عهد جمال عبد الناصر وأحداث 11 سبتمبر 2001 وقضايا أخرى.

### أون تي في
انتقل بعد ذلك للعمل في قناة أون تي في التابعة لنجيب ساويرس وقدم عليها برنامج آخر كلام.

### دويتش فيله
قدم منذ أغسطس 2016 البرنامج الحواري والتفاعلي الأسبوعي السلطة الخامسة على قناة دويتشه فيله العربية وذلك في ظروفٍ غامضة مُثيرة للجدل، وحسب المصادر ما زالت تحت التحقيق القانوني.

## الحياة الشخصية
أعلن فودة في فبراير 2016 عن خطبته للإعلامية السورية ألمي عنتابلي في حفل اقتصر على عدد محدود من الأصدقاء المقربين بأحد مطاعم مدينة دبي بدولة الإمارات قبل انفصالهما بعد ذلك.

## مؤلفاته
- كتاب سري للغاية، في سبعة أجزاء. صدر عن دار الشركة العالمية للكتاب عام 2003.

- كتاب في طريق الأذى. صدر عن دار الشروق عام 2014.

- كتاب آخر كلام، الكتاب الذي حمل اسم البرنامج الذي قدمه على قناة أون تي في، وتحدث فيه عن رحلته مع البرنامج، ومن أهميته أنه تطرق إلى أحداث تزامنت مع تقديم البرنامج من ثورة 25 يناير، وأحداث رابعة وغيرها، الكتاب صدر عن دار الشروق عام 2015.